# Индийская философия
Инди́йская филосо́фия — общее понятие для обозначения совокупности философских теорий всех индийских мыслителей, древних и современных, индуистов и не-индуистов, теистов и атеистов.

## История индийской философии
С древнейших времён развивалась непрерывно, без крутых поворотов, подобных тем, какие пережила часто менявшая направление своего развития западная философия. Её древнейшие тексты содержатся в Ведах (1500 до н. э.). Почти вся литература по индийской философии написана на языке санскрит. Также использовались языки пали, бенгальский и др.
Поскольку большая часть изменений в индийской философии была связана с комментированием основных, признанных авторитетными текстов, старые европейские философские исследователи полагали, что индийскую философию следует определить как предысторию философии, в то время как в действительности её развитие шло параллельно с развитием западной философии, хотя и в других формах. Вопрос о существовании в Индии эквивалента европейского термина «philosophia» — традиционный предмет дискуссии в индологии, на который учёными и философами даются разные, зачастую противоположные ответы.
Подобно средневековой западноевропейской философии, индийская философия также занималась преимущественно религиозными проблемами. Однако она уделяла больше внимания размышлениям над познанием трансцендентного. Поскольку индусы верят в вечность циклически возобновляющегося мирового процесса, в индийской философии не было создано собственно философии истории. Эстетика и учение об обществе и государстве являются у них особыми, отдельно стоящими науками.
В своём историческом развитии индийская философия распадается на три периода:
1. Ведийский период (1500—500 гг. до н. э.).
2. Классический, или брахмано-буддийский (500 до н. э. — 1000 н. э.).
3. Период послеклассический, или индуистский (с 1000).

## Ведийский период
Мировоззрение Ригведы и других вед, а также брахманизма (тексты о жертвоприношениях, с 1000 года до н. э.), — представляет собой крайний плюрализм: боги, люди, животные, растения, элементы, времена года, стороны света, жертвоприношения, качества, части тела, духовные способности и т. д. — все являются наделёнными жизнью субстанциями, которые связаны друг с другом, взаимно проникают друг в друга и могут превращаться одна в другую, что достигается посредством магических действий. Число этих возможностей уменьшается, поскольку мы всё больше и больше обнаруживаем их генетическое отношение друг к другу: каждый огонь есть проявление Бога огня, каждый глаз — проявление Бога солнца и т. д. Мир и его явления рассматриваются как совершенствование первичной сущности (пуруши). В философских трактатах упанишад (тайное учение, с 800 до н. э.) учение о всеобщем единстве находит свою действительную для всего позднейшего времени форму во взгляде, что в основе космоса лежит вечно сущее — Брахман, из которого развилось всё существующее, и которое тождественно вечному внутреннему ядру индивида, Атману. Там же развивается теория о переселении душ, о сказывающемся впоследствии действии хороших и дурных поступков — карме, которая обусловливает новое существование живого существа, как и страстное желание вырваться из кругооборота повторяющихся рождений — сансары — благодаря аскетизму и приобретению высшего познания — решающего фактора всей последующей истории духа.

## Классический период
В течение этого периода проявляется интерес к этическим проблемам. Агностики, материалисты и фаталисты выступают против брахманов и реформистов. Наряду с брахманизмом выступают теперь атеистическая локаята и вероучения. Развиваются школы философии под названием даршаны. Позже, их разделяют на ортодоксальные (основанные на учении вед) и неортодоксальные.
Неортодоксальные даршаны:
- Будди́зм (пали बुद्ध धम्म, Буддха Дхамма, «Учение Пробуждённого») — религиозно-философское учение (дхарма) о духовном пробуждении (бодхи), возникшее около VI века до н. э. в юго-восточной Азии на основе идей Будды Шакьямуни.
- Джайни́зм (санскр. जैन, jaina? от санскр. जिन, jina?, «победитель») — религиозно-философское учение, возникшее в Индии приблизительно в VI веке до н. э., которое отрицает авторитет вед и превосходство наследственной касты священников.

Ортодоксальные даршаны:
1. Миманса («разъяснение» ведийского текста о жертвоприношениях) имеет дело с объяснением ритуала, но по своим методам может быть отнесена к атеистическим плюралистским системам.
2. Веданта (завершение «Вед») в «Брахма-сутре», базирующейся на упанишадах и «Бхагавадгите», учит о возникновении мира из Брахмана; отдельные души через познание или любовь к Богу — бхакти — автоматически достигают спасения, достигают единения с Богом, не сливаясь с ним. Находясь под влиянием идеализма позднебуддийской философии, Шанкара (около 800 г. н. э.) даёт текстам новое толкование, которое расценивает прежнее учение о реальном превращении Брахмы лишь как низшую ступень истины, как видимость истины; в действительности всё многообразие есть иллюзия (майя), отдельные души идентичны неизменной Брахме.
3. Санкхья («разумное взвешивание», или «перечисление») проповедует атеистический плюрализм: первовещество только по видимости связано со своего рода душой-духом; преодоление этой иллюзии гарантирует освобождение,
4. Йога (напряжение, тренировка) есть практика созерцания; её теоретической основой служит санкхья, однако ею признаётся и личный Бог.
5. Ньяя (правило, логика) — учение о формах мышления, разработавшее пятичленный силлогизм.
6. В одну систему с ньяей слилась Вайшешика, которая стремилась установить различия между всем, что противостоит нам во внешнем и внутреннем мире. Вайшешика развивала учение о категориях и атомистику; будучи теистической, она видела освобождение человека в отделении души от всего материального и превращении её в орган мышления.

Джайнизм и буддизм — нетеистические вероучения. Тогда как первый признаёт вечные духовные монады и материальные сущности, второй отрицает бытие неизменной субстанции. Личность и познаваемый ею мир рождаются благодаря взаимодействию закономерно возникающих преходящих факторов — дхарм. Признание того, что нет никакого неизменного индивида, а есть лишь поток взаимодействующих дхарм, является предпосылкой для достижения нирваны. Крайнему плюрализму раннего буддизма, плюрализму тхеравады, противоположен пантеизм махаяны, или «большой колесницы». Согласно «среднему учению» Нагарджуны (I—II века), дхармы не обладают истинным бытием, ибо они преходящи; реальна лишь непостижимая, доступная только созерцанию «пустота». Сансара и нирвана с высшей точки зрения на действительность являются одним и тем же. В более позднем учении Асанги и Васубандху (I—IV века) о «единственности сознания» буддизм сближается с ведантой в том, что рассматривает духовное как конечное бытие, воспринимаемое через йогу, когда внешний мир познаётся как проекция сознания.
В классический период также зародилась индийская политическая философия, что связано с именем Чанакьи.

## Индуистский период (с 1000 г. н. э.)
Буддизм в Индии угасает, джайнизм теряет своё значение. Веданта и ньяя-вайшешика ещё продолжают развиваться; характерно прежде всего возникновение реалистических вишнуитской и шиваитской систем, которые в схоластической форме пытались доказать, что Брахман брахманистских сутр и есть Бог Вишну, или Шива. Над этими учениями отчасти господствовали тантризм и шактизм. С 1000 года под влиянием ислама возник ряд монотеистических вероучений (кабирпантхи, сикхизм).

## Современный период
Индийская философия оказала огромное влияние на мировую культуру. Один из крупнейших немецких философов XIX века Артур Шопенгауэр под влиянием Упанишад первым среди известных европейских мыслителей осуществил синтез западноевропейской и индийской философии.
Особую роль в популяризации индийской философской мысли в США и Европе сыграл в конце XIX века индийский философ и общественный деятель Свами Вивекананда (1863—1902), который был учеником Рамакришны (1836—1886). Особенностью индийской философии на современном этапе стал акцент на йоге, которая восходила к сутрам Патанджали. Целью йоги является самадхи. Другим важными термином современной индийской философии Вивеканада называет майя, под которой понимается иллюзорная природа вещей и скрывается сам Абсолют, что позволяет ему проповедовать монизм (адваита). По отношению к Абсолюту (Ишвара) у человека естественным образом возникает чувство любви бхакти.
C XIX века под влиянием западноевропейской мысли — такие учения, которые представляют собой модернизированный теизм, или пантеизм (Брахмо-самадж, Арья-самадж, учения Р. Тагора, М. Ганди, Ауробиндо Гхоша). Индийский философ Дев Атма (1850—1929) создал систему философского натурализма. Современная индийская философия (С. Радхакришнан) прилагала усилия, чтобы соединить индийское и западное понятия блага. На индийской философии основывается духовный гибрид Елены Блаватской — теософия (теософское общество было основано в 1875 году, штаб-квартира Теософского общества — Адьяр, около Мадраса) и отходящие от неё направления (антропософия и др.). Среди представителей индийской философии XX века можно назвать Пуллу Тирупати Раджу (1904—1992), Дайя Кришну (род. 1924), Праваса Дживана Чаудхури (1916—1961), Абдул Рахмана (род. 1923), К. Сатчидананда Мурти (род. 1924), Мар Грегориоса (1922—1996). Следует учитывать, что многие современные индийские философы, сохраняя неразрывную связь со своей философской традицией, живут и работают за пределами Индии. Одним из самых значительных из них является Джитендра Натх Моханти (род. 1928). Он известен и как философ-феноменолог и как историк индийской философии.
Среди философов, придерживающихся марксистской традиции, широкую известность получил Дебипрасад Чаттопадхъяя (1918—1993), внёсший значительный вклад в изучение древнеиндийской философии.
На Западе появилось немало течений, использующих элементы индийской философии, которые позднее вошли в культуру нью-эйдж.